# Sangüesa
Sangüesa oder Zangoza ist eine Kleinstadt und eine Gemeinde (municipio) mit 4.862 Einwohnern (Stand: 2024) im Osten der Autonomen Gemeinschaft Navarra. Der Ort liegt am Jakobsweg (Camino Aragonés).

## Lage und Klima
Die Stadt Sangüesa liegt am Río Aragón ca. 1 km südlich der Einmündung des Río Irati in einer Höhe von knapp über 400 m. Die Entfernung nach Pamplona beträgt ca. 45 km (Fahrtstrecke). Das Klima ist gemäßigt bis warm; Regen (ca. 800 mm/Jahr) fällt übers Jahr verteilt.

## Bevölkerungsentwicklung
| Jahr      | 1857 | 1900 | 1950 | 2000 | 2017  |
| Einwohner | 3312 | 3255 | 3813 | 4673 | 5.002 |

Die Landflucht infolge der Mechanisierung der Landwirtschaft führten in der zweiten Hälfte des 20. und zu Beginn des 21. Jahrhunderts zu einem deutlichen Bevölkerungswachstum.

## Wirtschaft
Traditionell sind Landwirtschaft, Handwerk und Handel von größter Bedeutung für das Wirtschaftsleben der Gemeinde. Der Pilgertourismus kam als Einnahmequelle hinzu.

## Geschichte
Bronzezeitliche Funde zeugen von der langen Besiedlung der Region; keltische, römische oder westgotische Funde wurden jedoch bislang nicht gemacht. Im 8. und 9. Jahrhundert drangen arabisch-maurische Heere bis in die Gegend vor, konnten sich aber nicht dauerhaft festsetzen; im Jahr 924 wurde eine bestehende Festung von den Truppen Abd ar-Rahmans III. eingenommen. Im Jahr 882 wird der Ortsname Sancosa erstmals erwähnt und im Jahr 1090 stattete Sancho I. von Aragón den bestehenden Siedlungskern um die Festung (heute der Vorort Rocaforte) mit Privilegien (fueros) aus. Im 11. Jahrhundert entstand eine Brücke über den Río Aragón, in deren Nähe sich König Sancho I. von Aragón und Navarra (reg. 1063/76–1074) einen (nicht mehr existierenden) Palast erbauen ließ. Die heutige Stadt wurde im Jahr 1122 von Alfons I. (reg. 1104–1134) gegründet und mit Siedlern aus Frankreich bevölkert; im Jahr 1131 stiftete er auch die Kirche Santa María la Mayor und übergab sie dem Johanniterorden. In der Folgezeit entstand eine Stadtmauer mit insgesamt sechs Toren, denn während des gesamten Mittelalters blieben die Stadt und ihr Umland zwischen den Königreichen Navarra und Aragón umstritten.

## Sehenswürdigkeiten

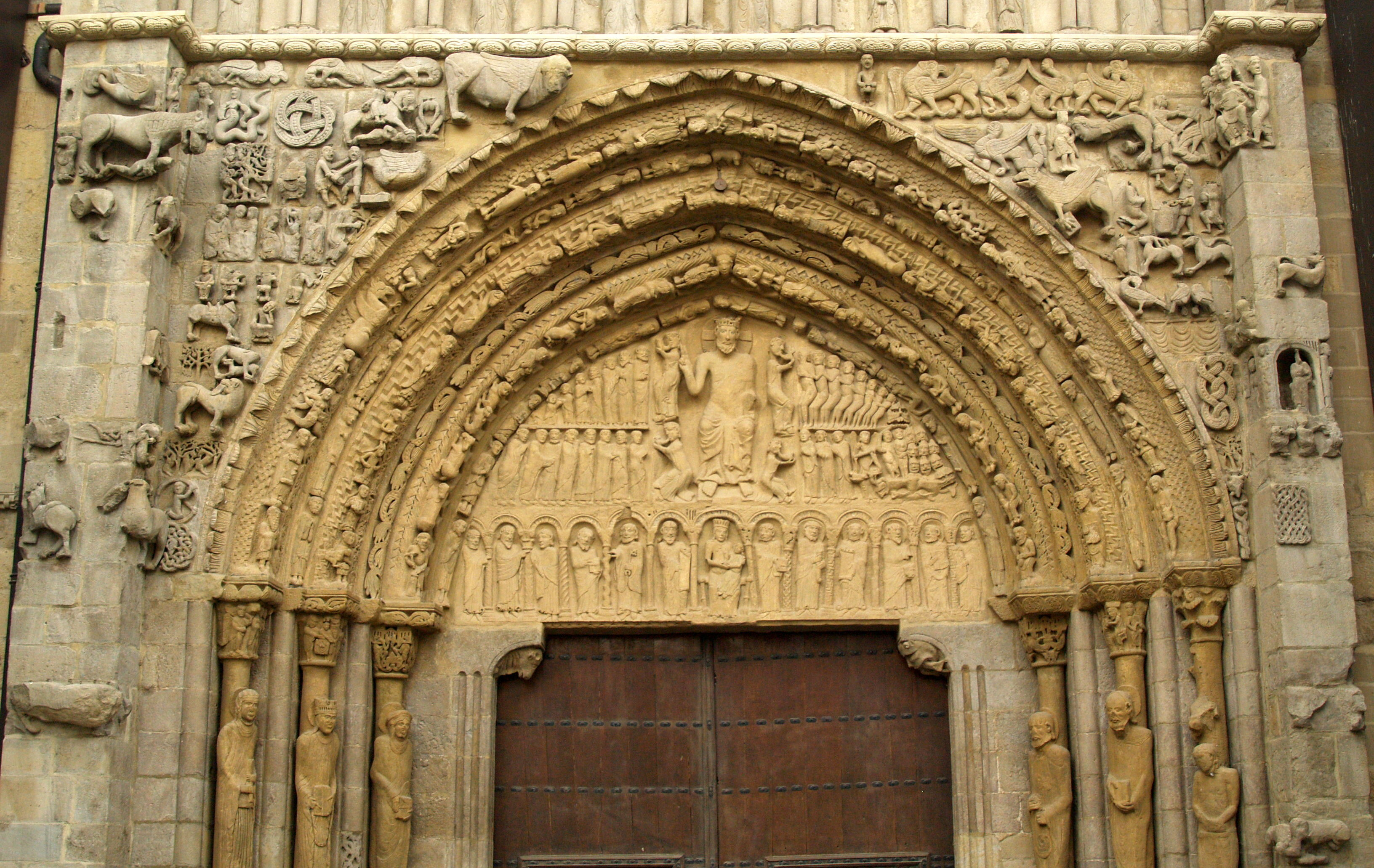
Südportal von Santa María la Mayor

- Teile der Stadt haben noch immer mittelalterlichen Charakter. Der Jakobsweg führt durch die Calle Mayor, in der sich auch die Kirche Santa María und mehrere sehenswerte Adelpaläste befinden.
- Die Katholische Pfarrkirche Santa María la Real wurde in verschiedenen Etappen erbaut, die älteste davon datiert auf die Zeit um 1131; der oktogonale Turm wurde im 13. Jahrhundert erbaut. Dem Pilgerweg zugewandt ragt das Portal des Südquerhauses aus der Übergangszeit von der Romanik zur Gotik mit einer Darstellung des jüngsten Gerichts heraus. In seiner Ausführung hat der Figurenschmuck Ähnlichkeiten zu dem des Königsportals der Kathedrale von Chartres; in seiner phantasievollen Vielfalt geht er weit darüber hinaus. Im von Bündelpfeilern dominierten gotischen Inneren befinden sich ein schönes Altarretabel und ein Gnadenbild der Jungfrau von Rocamadour, was den Einfluss der französischen Pilger und Siedler auf den Jakobsweg unterstreicht.[6]
- Die Kirche San Salvador besitzt ein gotisches Portal mit einem später hinzugefügten schützenden Vorbau.[7]
- Die Kirche Santiago el Mayor verfügt über ein gotisches Portal mit einer Statue des Apostels Jakobus im Tympanonfeld; daneben sind zwei gemalte kniende Pilger zu erkennen. Im Innern steht eine beinahe lebensgroße Statue Santiagos auf einem Sockel.[8]
- Der Convento de San Francisco de Asís wurde gemäß der Überlieferung vom hl. Franz von Assisi auf seiner Pilgerreise nach Santiago de Compostela (1215) gegründet.[9]
- Der Convento Nuestra Señora del Carmen wurde im Jahr 1380 innerhalb der Stadtmauer erbaut. Sehenswert ist sein großer Kreuzgang (claustro).[10]

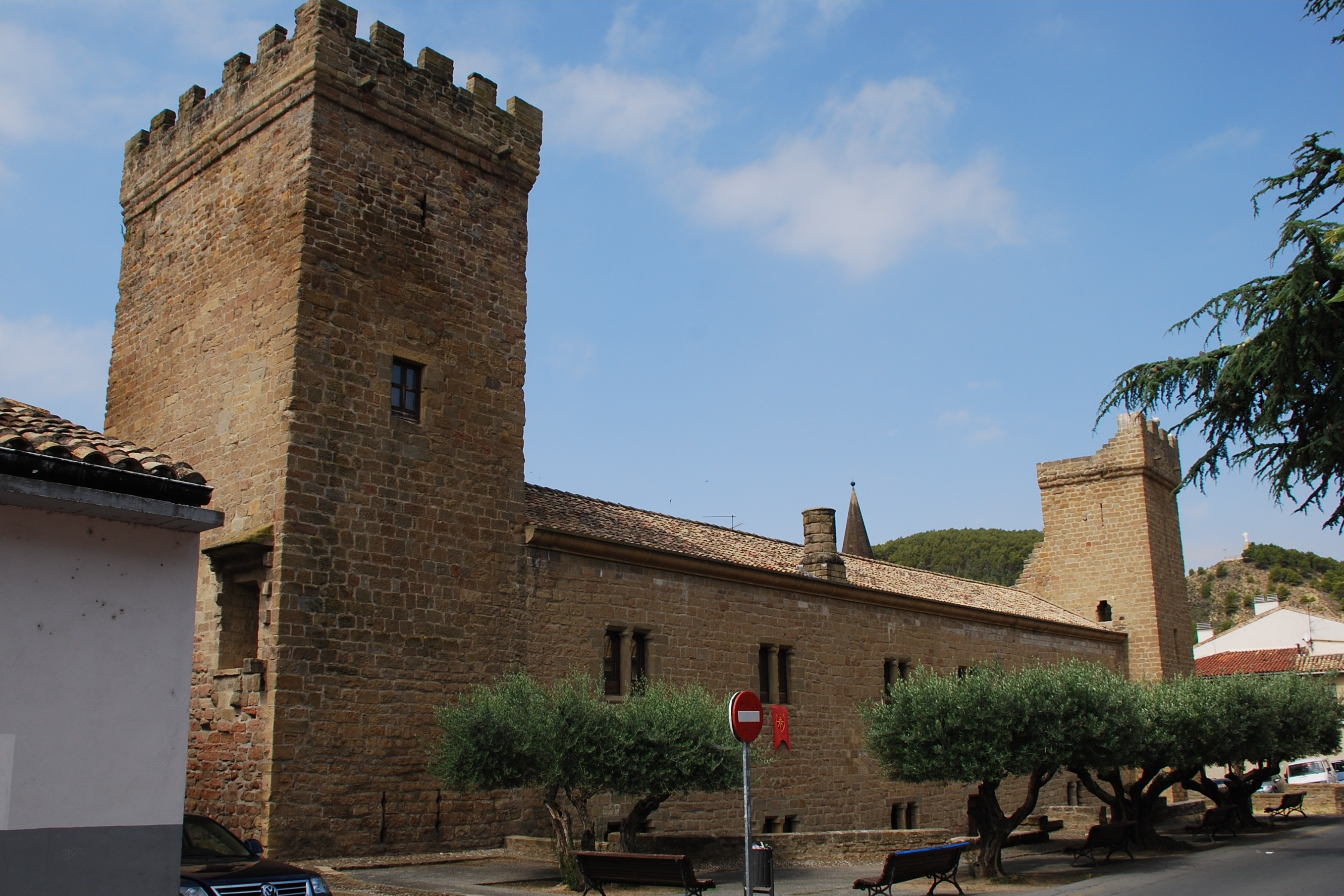
Palacio del Príncipe de Viana

- Der Palacio de Ongay-Vallesantoro ist ein Bauwerk des 17. Jahrhunderts; die gedrehten Säulen des Portals verweisen auf Stileinflüsse de Churriguerismus.
- Der Palacio de los Duques de Granada de Ega ist ein Beispiel für einen Stadtpalast des 15. Jahrhunderts.
- Der Palacio del Príncipe de Viana aus dem 13. Jahrhundert war die zeitweilige Residenz der Könige von Navarra.
- Der Palacio de los marqueses de Valle-Santoro war der Barockpalast eines Vizekönigs der spanischen Kolonien im 17. Jahrhundert.
- Auch der Palacio de los Condes de Guendulain ist ein Barockpalast des 17. Jahrhunderts.
- Der Palacio de los Sebastianes (ehemals Eigentum der navarrischen Familie Sebastián) aus dem 15. Jahrhundert war der Geburtsort des späteren navarresischen Königs Heinrich II.
- Das Rathaus (Casa consistorial) wurde im Jahr 1570 über einem Teil des ehemaligen Palastes der Könige von Navarra erbaut. Die auf Arkaden (soportales) ruhende Fassade ist im Renaissance-Stil gestaltet.[11]

Umgebung
- Die Ermita de la Nora steht auf der rechten Flussseite.[12]
- Die einschiffige Kirche San Adrián de Vadoluengo ist ein romanisches Bauwerk aus der Mitte des 12. Jahrhunderts an der Straße nach Sos del Rey Católico.[13]

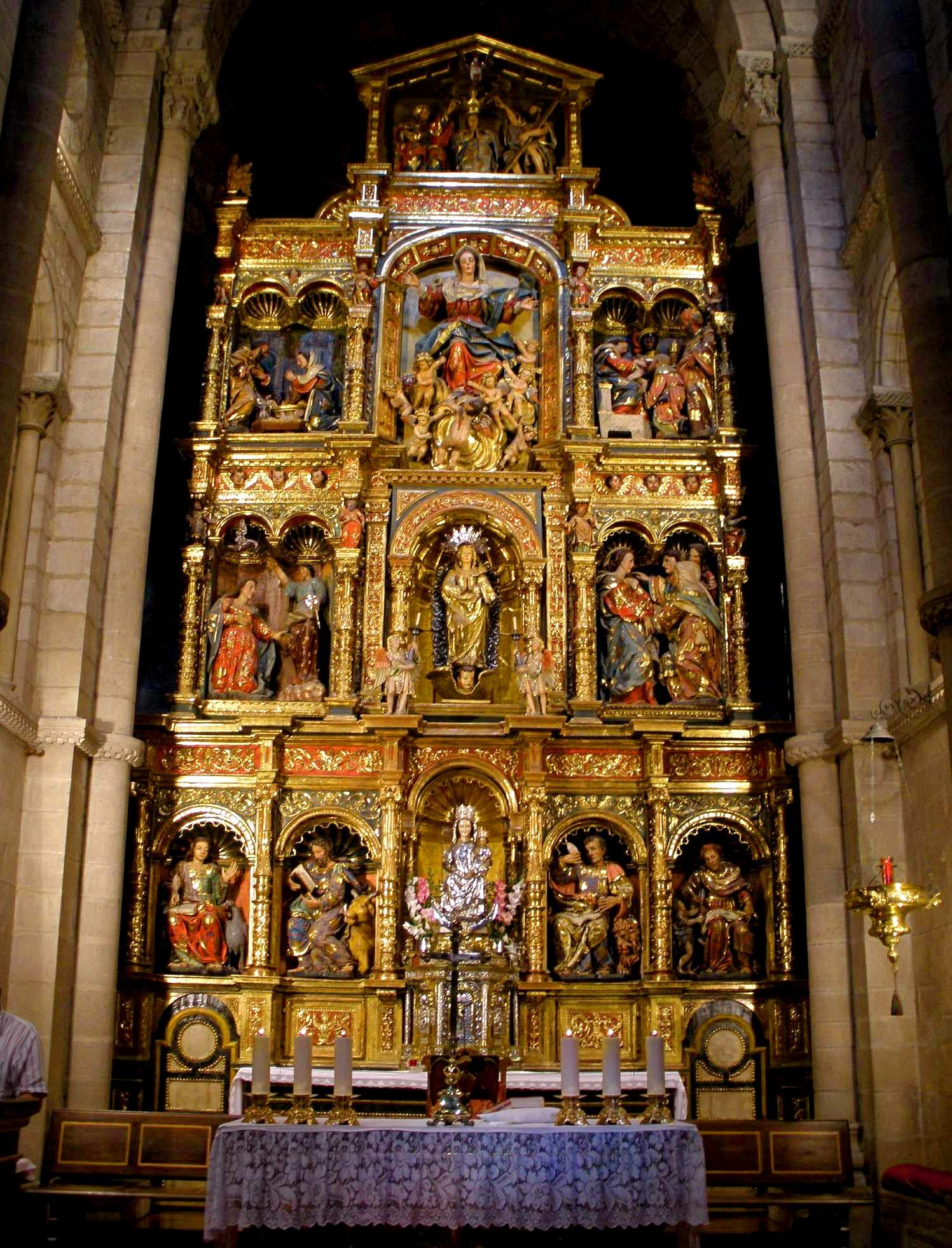
Altarretabel von Santa María la Mayor
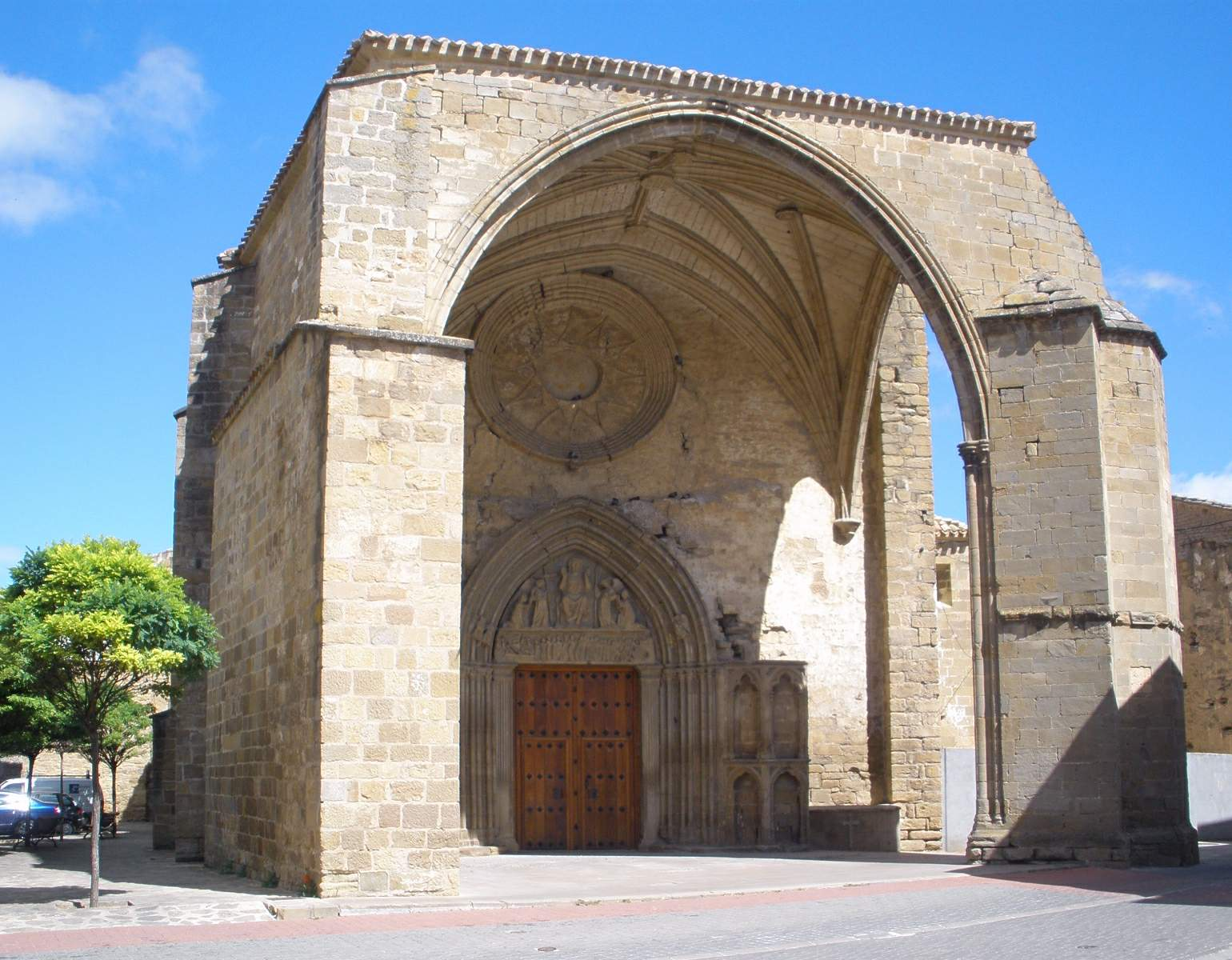
Kirche San Salvador
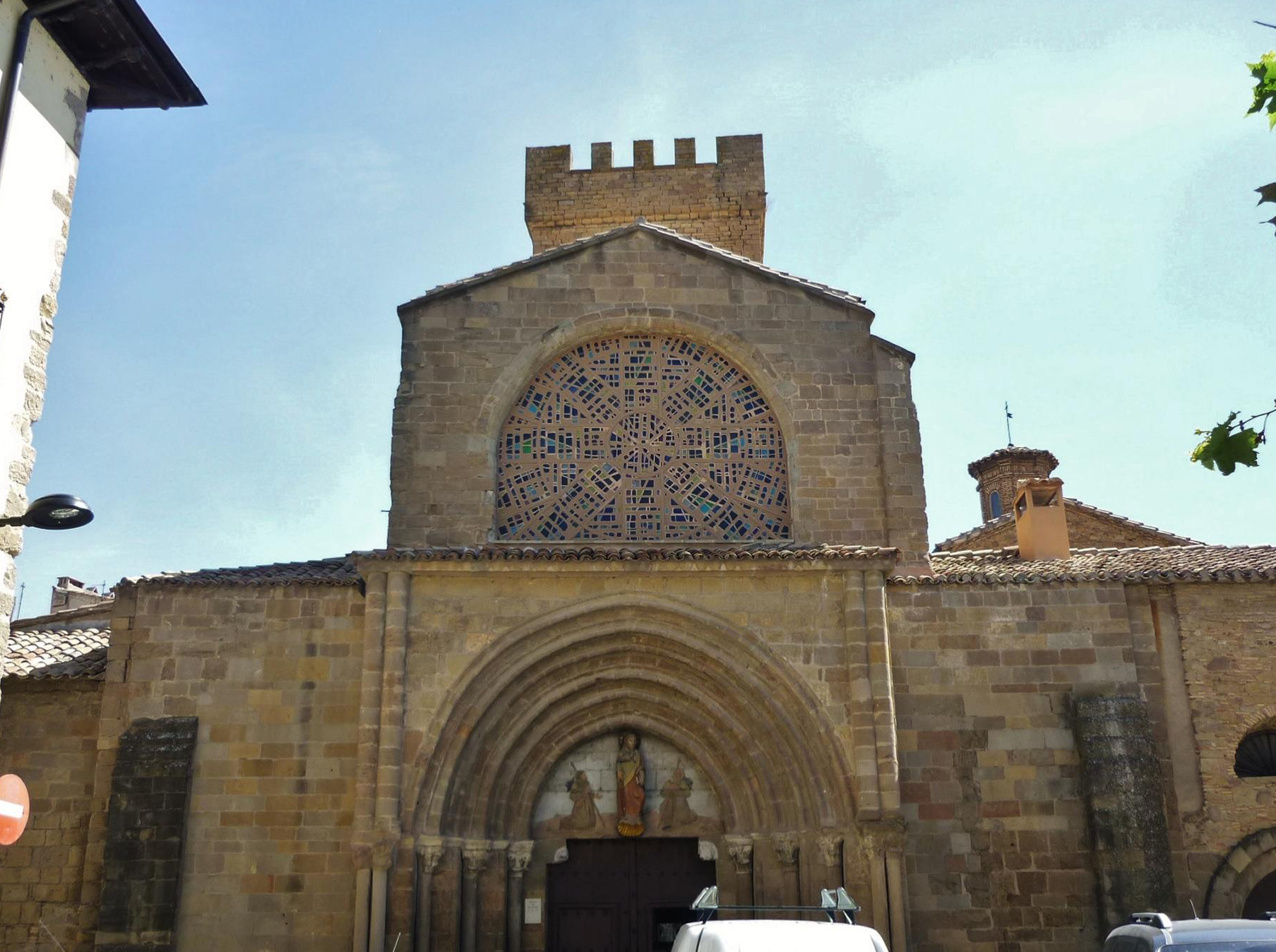
Kirche Santiago el Mayor
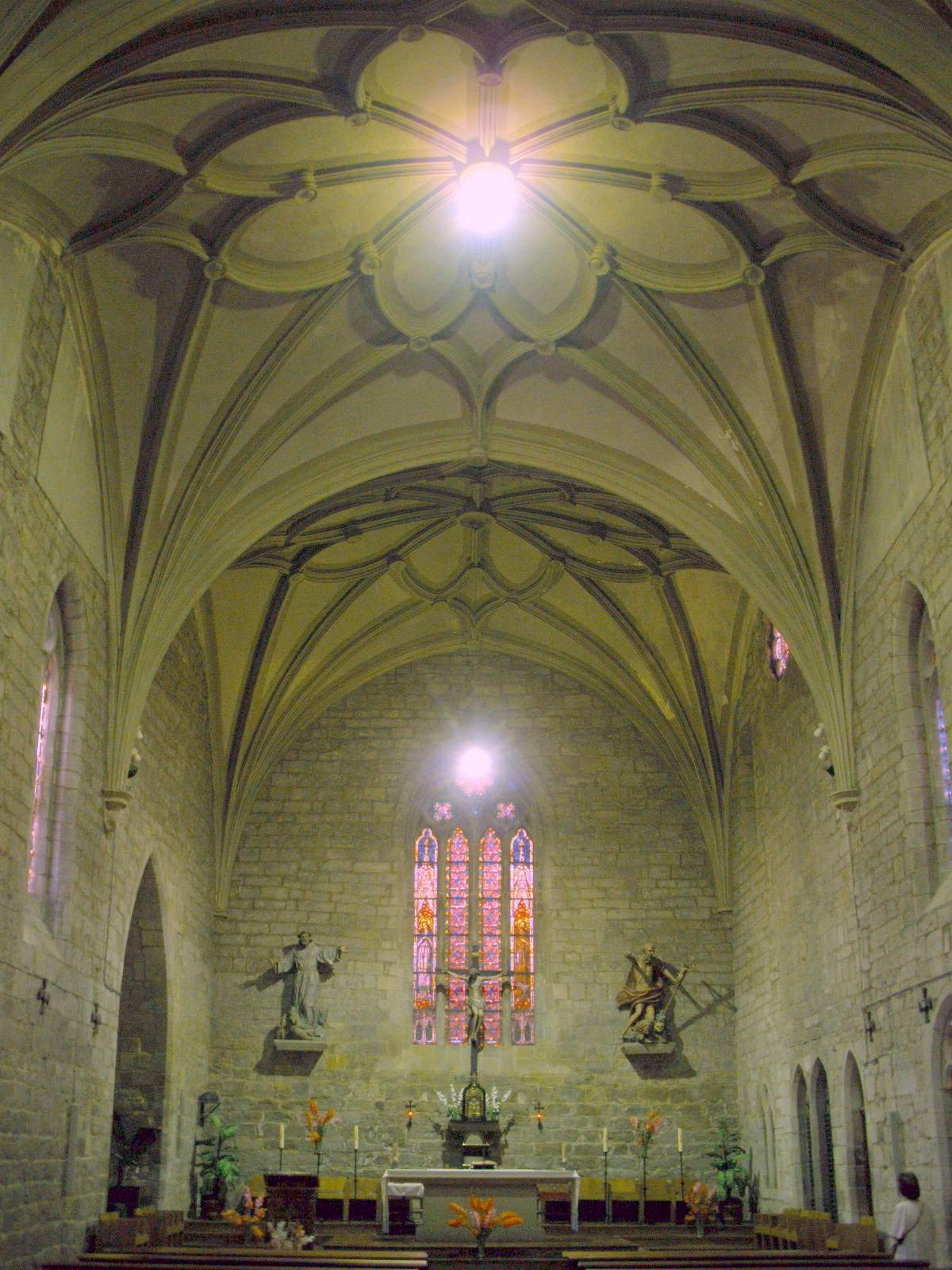
Kirche des Convento de San Francisco de Asis
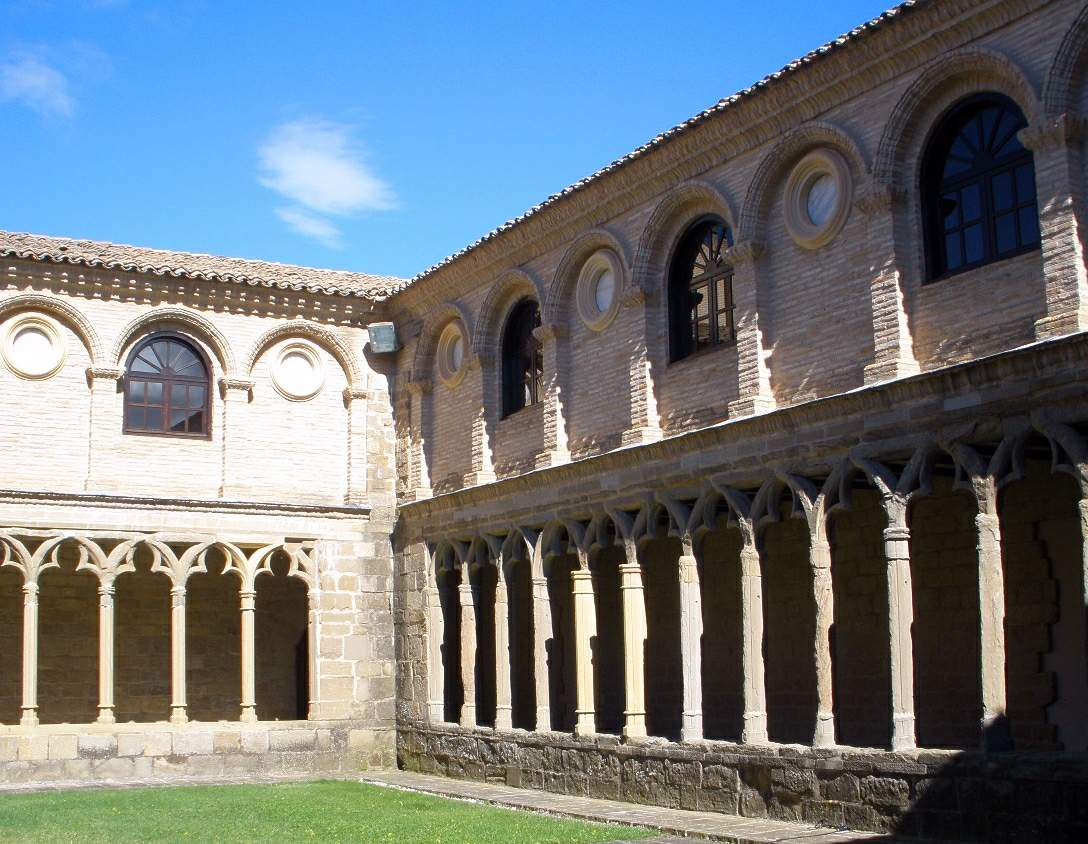
Kreuzgang des Convento Nuestra Señora del Carmen
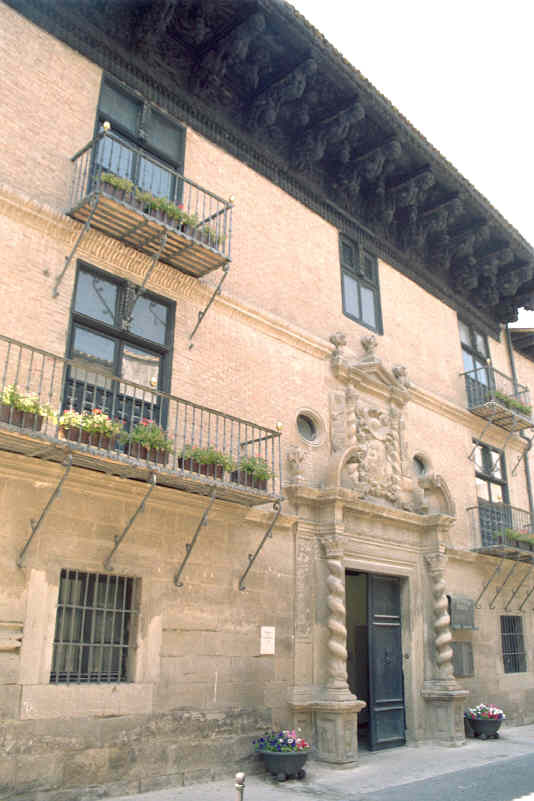
Palacio Ongay-Vallesantoro